# Парк імені Т. Г. Шевченка (Новгород-Сіверський)
Парк ім. Т. Г. Шевче́нка — парк-пам'ятка садово-паркового мистецтва місцевого значення в Україні. Розташований у межах міста Новгород-Сіверський Чернігівської області, вул. Майстренка, 6а.
Площа 10 га. Статус присвоєно згідно з рішенням Чернігівського облвиконкому від 27.04.1964 року № 236; рішення від 10.06.1972 року № 303; рішення від 27.12.1984 року №  454; рішення від 28.08.1989 року № 164. Перебуває у віданні: Новгород-Сіверська міська рада.

## Галерея

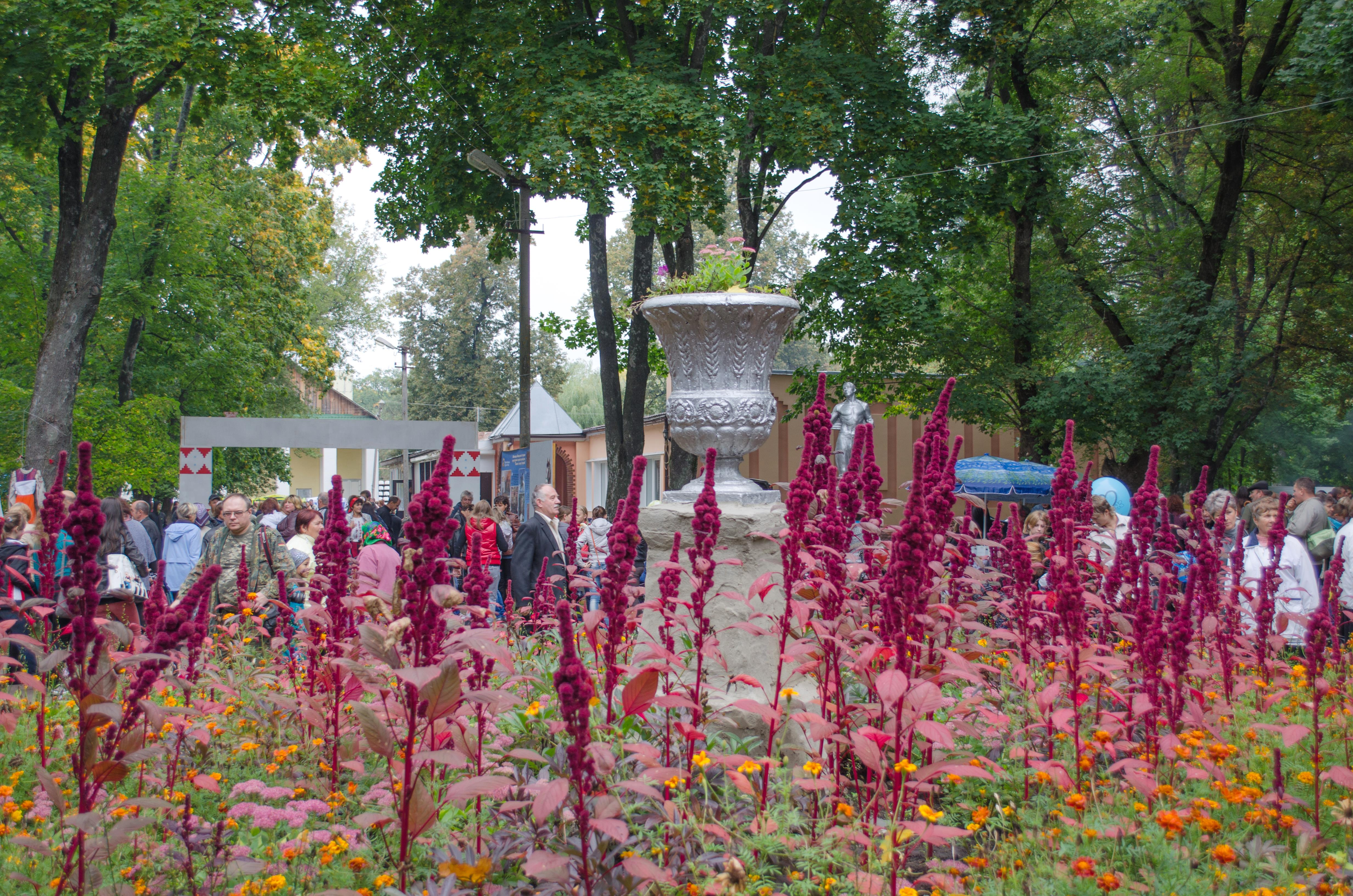
Парк Шевченка
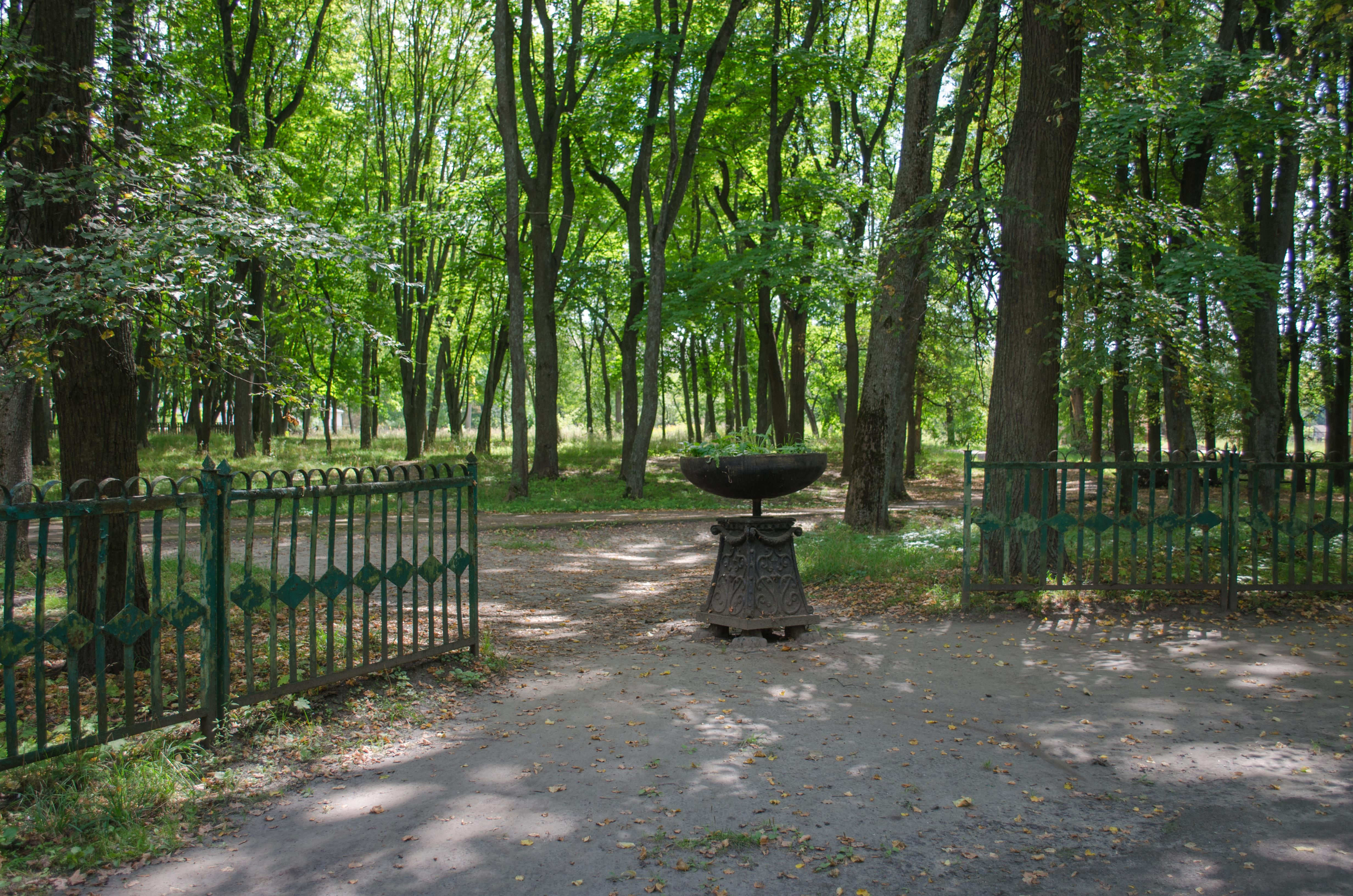
Затишний куточок
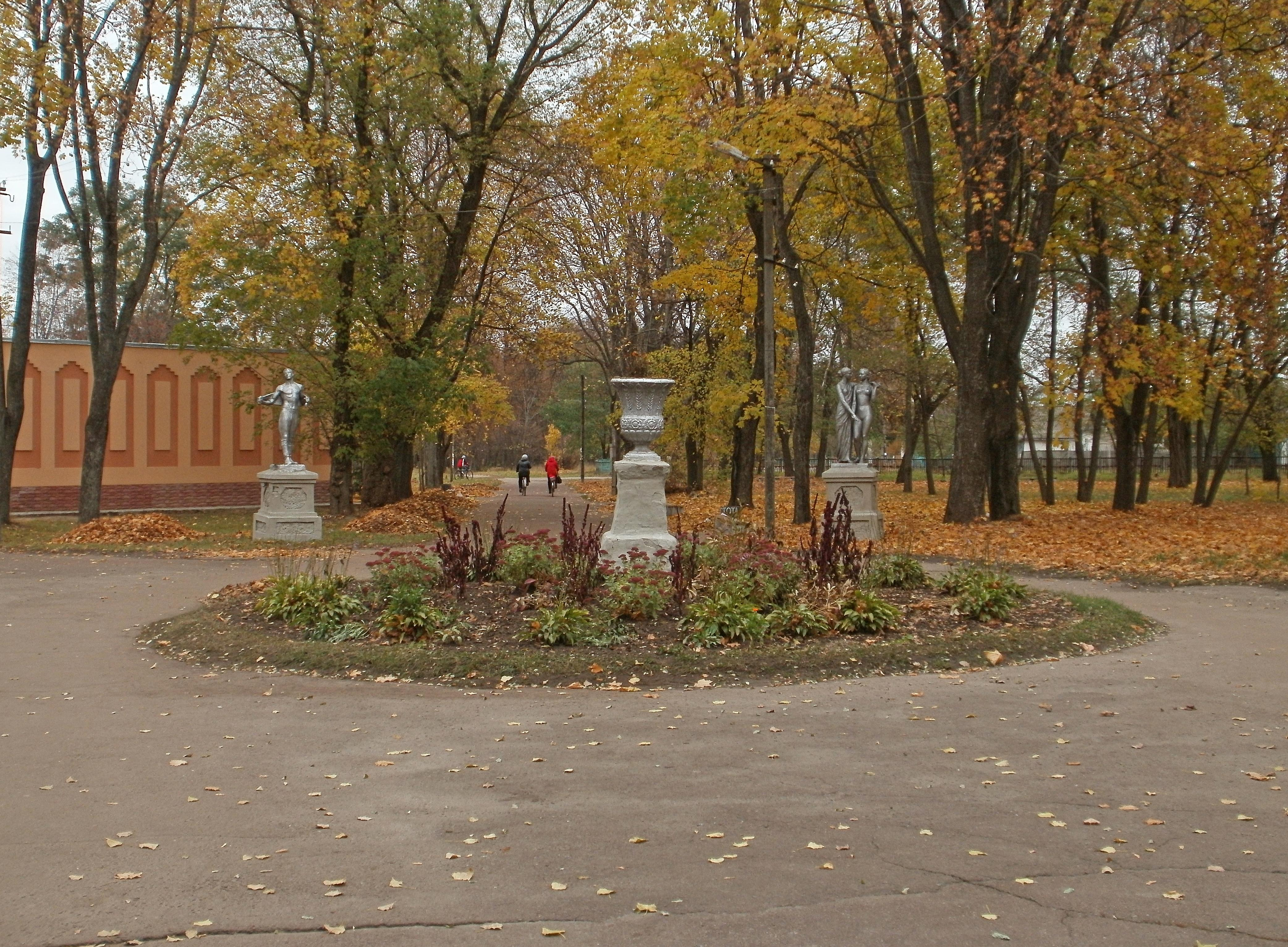
Новгород-Сіверський. Парк ім. Т. Г. Шевченка. Алея
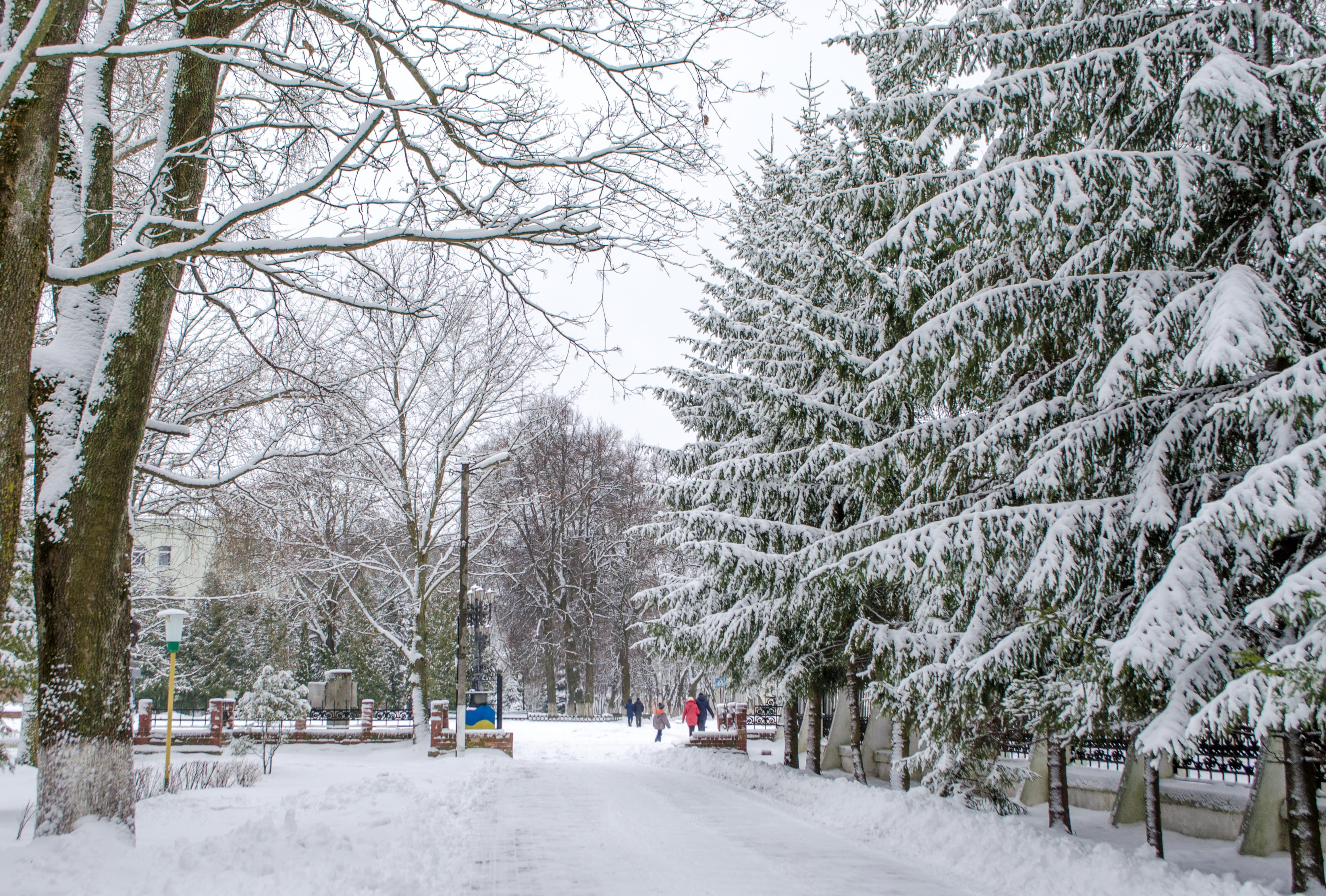
Парк взимку
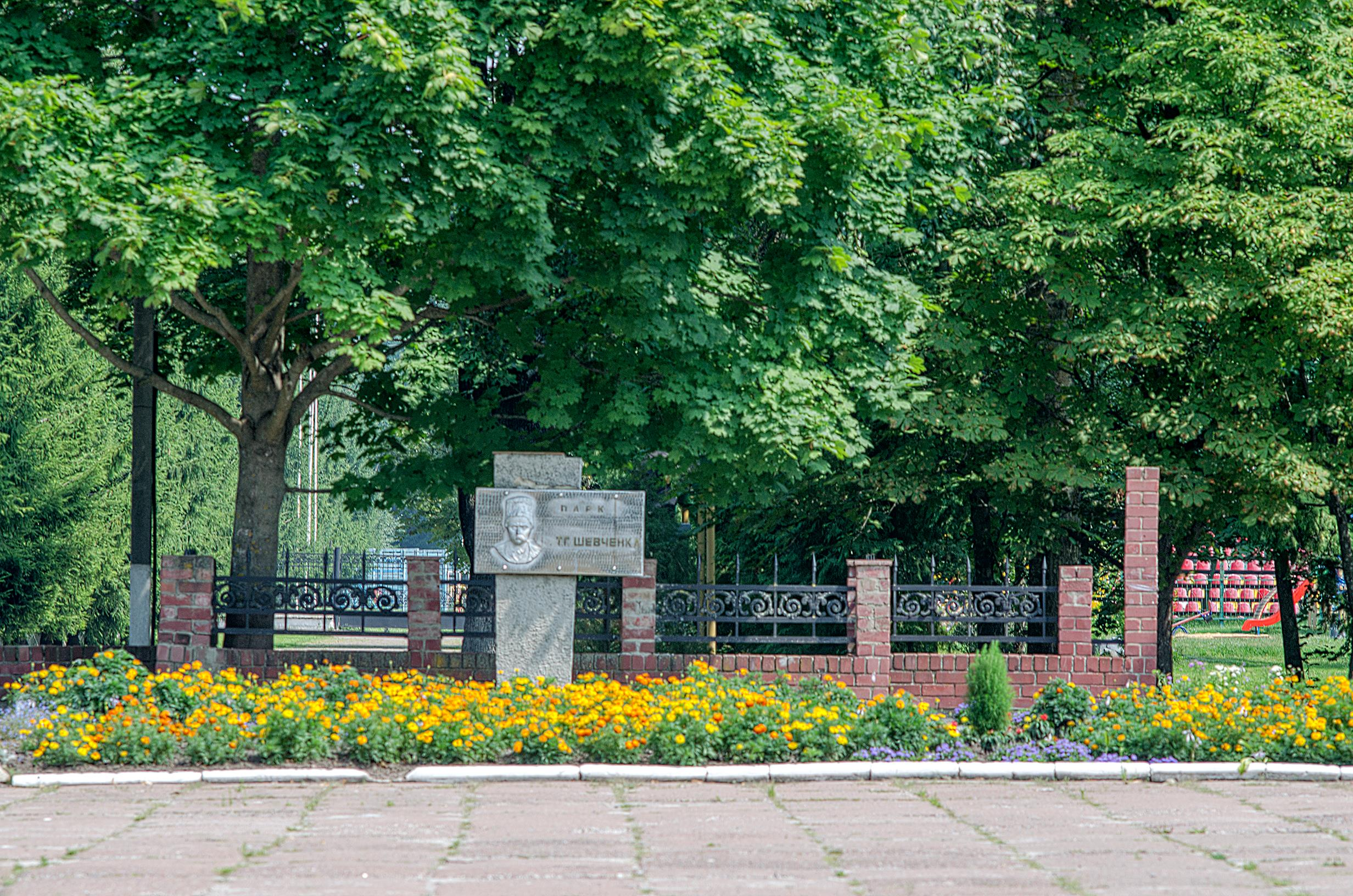
Вхід до парку